# پروانه‌های داغداغان
پروانه‌های داغداغان (نام علمی: Asterocampa) نام یک سرده از زیرخانواده امپراتوریان است.